# Elizabeth Drew Stoddard

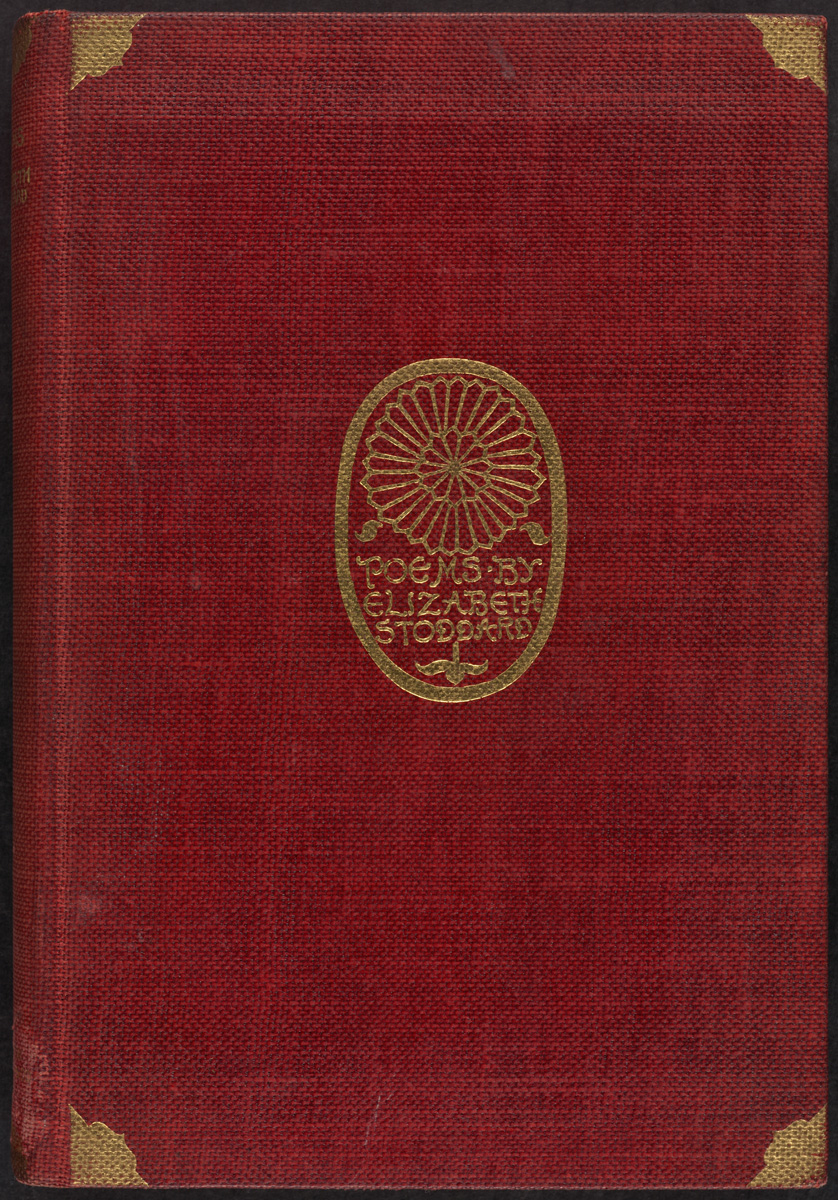
Okładka tomu Poems Elizabeth Drew Stoddard z 1895

Elizabeth Drew Stoddard (ur. 1823, zm. 1902) – poetka i prozaiczka amerykańska.

## Życiorys
Urodziła się 6 maja 1823 jako Elizabeth Drew Barstow w miejscowości Mattapoisset w stanie Massachusetts. Jej ojciec był stoczniowcem. Ukończyła Wheaton Female Seminary. W 1851 poślubiła Richarda Henry’ego Stoddarda, który był krytykiem literackim i poetą. Miała z nim trójkę dzieci. Dwoje z nich zmarło w dzieciństwie. Od 1854 do 1858 pisarka prowadziła dwumiesięczną kolumnę w ukazującym się w San Francisco piśmie Daily Alta California. Zmarła po długiej chorobie w Nowym Jorku 1 sierpnia 1902.

## Twórczość
Elizabeth Drew Stoddard działała jako poetka i powieściopisarka. Oprócz powieści pisała opowiadania i utwory dla dzieci. Drukowała w The Atlantic Monthly, The Aldine i Harper’s Monthly. W 1895 wydała tom liryków zatytułowany Poems. Jej najważniejszym utworem prozatorskim jest opublikowana w 1862 powieść The Morgesons.